# Бейшань
Бейшань — узгір'я, що знаходиться у Центральній Азії. Розташоване у Китаї, між впадиною озера Лобнор і річкою Жошуй. Загальна площа становить 175 тис. км². Вищою точкою є гора Мацзуншань (2791 м). Утворення складається з низькогірських брилових масивів та хребтів, які були зруйновані вивітрюванням. Кількість опадів у рік становить 40-80 мм. Клімат є помірним та сухим. Поверхневих вод практично немає.